# Biserica de lemn din Nadășa

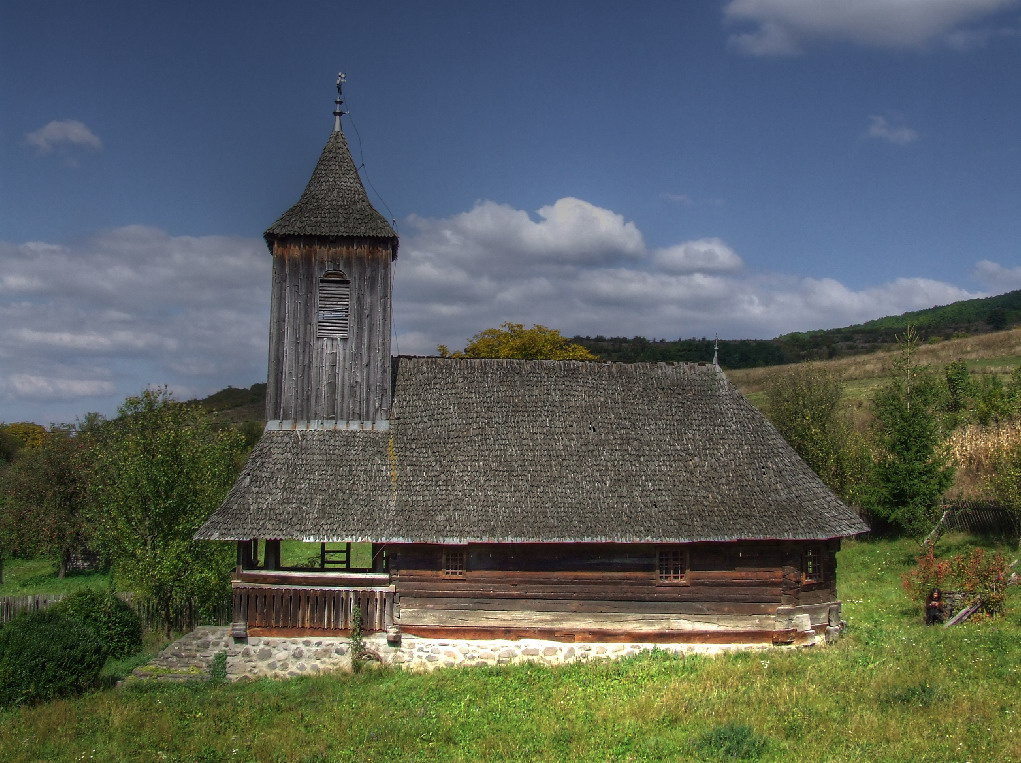
Biserica de lemn din Nadăşa, vedere din sud, sept. 2008

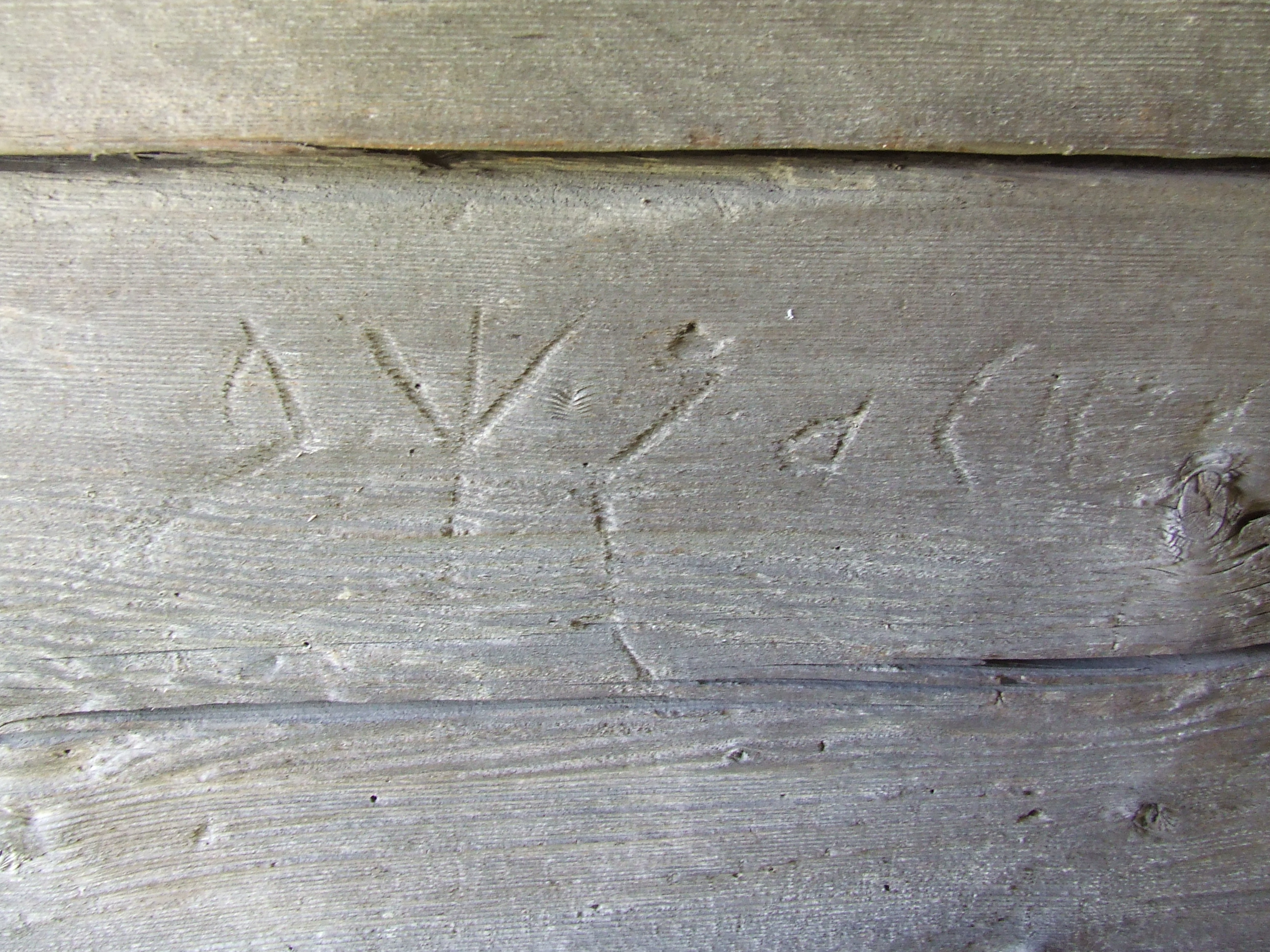
Biserica de lemn din Nadăşa, inscripţia din prispa bisericii, sept. 2008

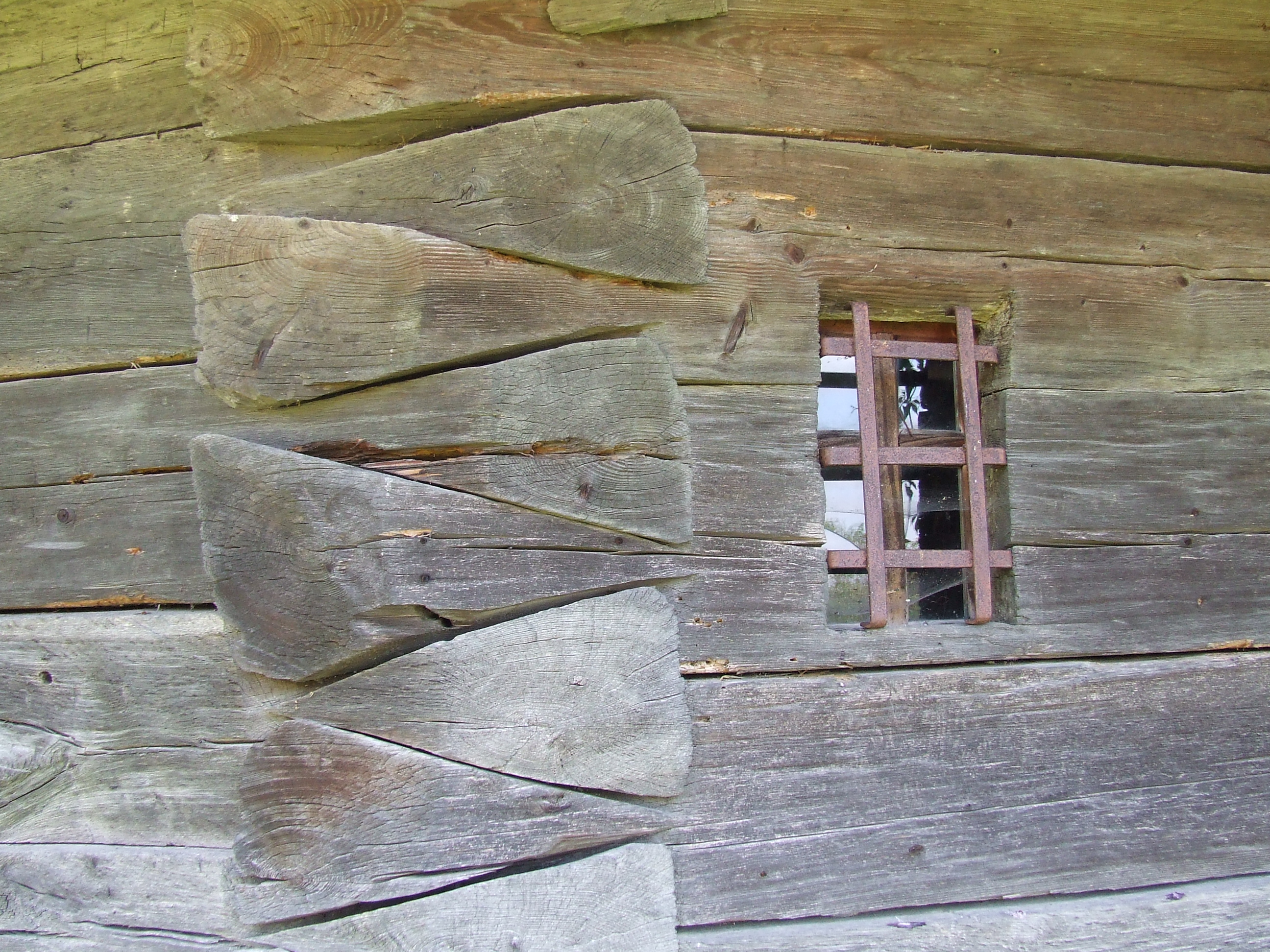
Biserica de lemn din Nadăşa, îmbinare, sept. 2008

Biserica de lemn din Nadășa, comuna Beica de Jos, județul Mureș, datează după toate probabilitățile din anul 1712. Are hramul „Sfântul Nicolae”. Biserica se află pe noua listă a monumentelor istorice sub codul LMI:  MS-II-m-A-15733.

## Istoric
Momentul ridicării acestei biserici este indicat de o inscripție încrestată în peretele altarului: „Acestă mănăstire sau făcut 1712 cându au fostu fometia de mâncau păducele și coje de alun și coje de ulmu și papură și chijdi și coceni de cucu[ruz].” La stânga textului se poate citi  „Văleat 7227”, adică anii 1718-19 după Cristos.

## Trăsături
Pereți de mici dimensiuni (nava 7,60 m/4,15 m) care înscriu un plan arhaic, dreptunghiular, cu absida nedecroșată, al cărui poligon, din patru laturi, prezintă spre est, particularitatea unghiului în ax. Soluția acoperirii interioare este străveche: o boltă comună, deasupra celor trei compartimente, racordată la traseul pereților prin fâșii curbe.
În 1978-1980, monumentul a fost mutat de pe locul vechi, afectat de o alunecare de teren, pe cealaltă parte a drumului și restaurat, păstrându-se și pridvorul, cu clopotnița deasupra, ce-i fusese adăugat.

## Imagini

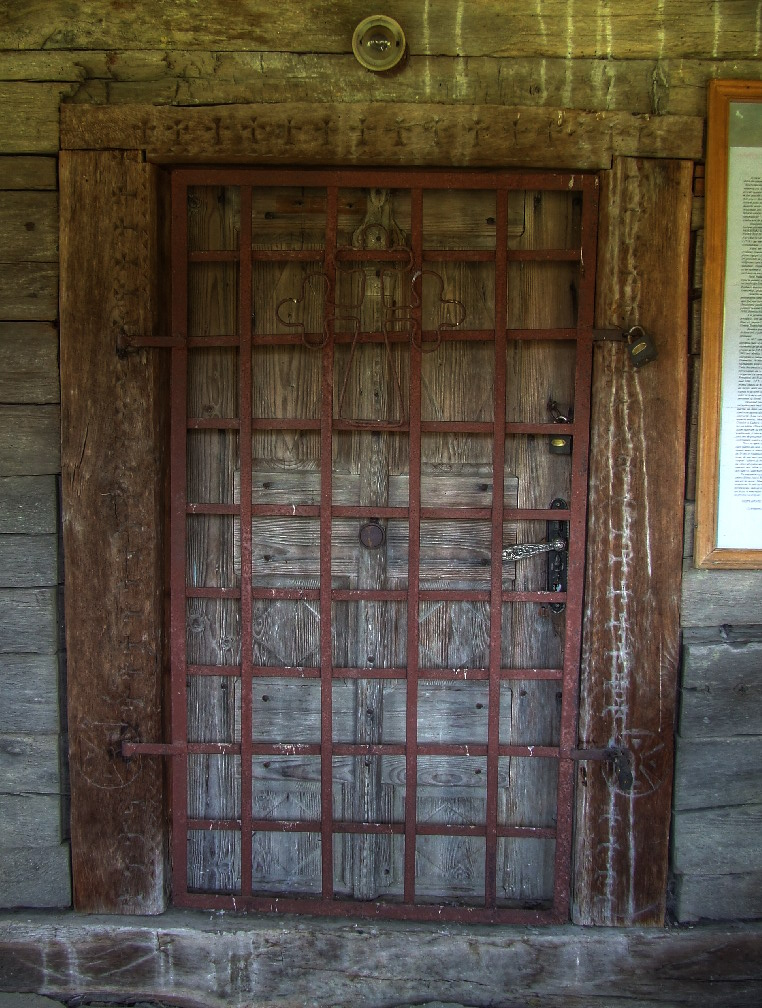
Portalul intrării
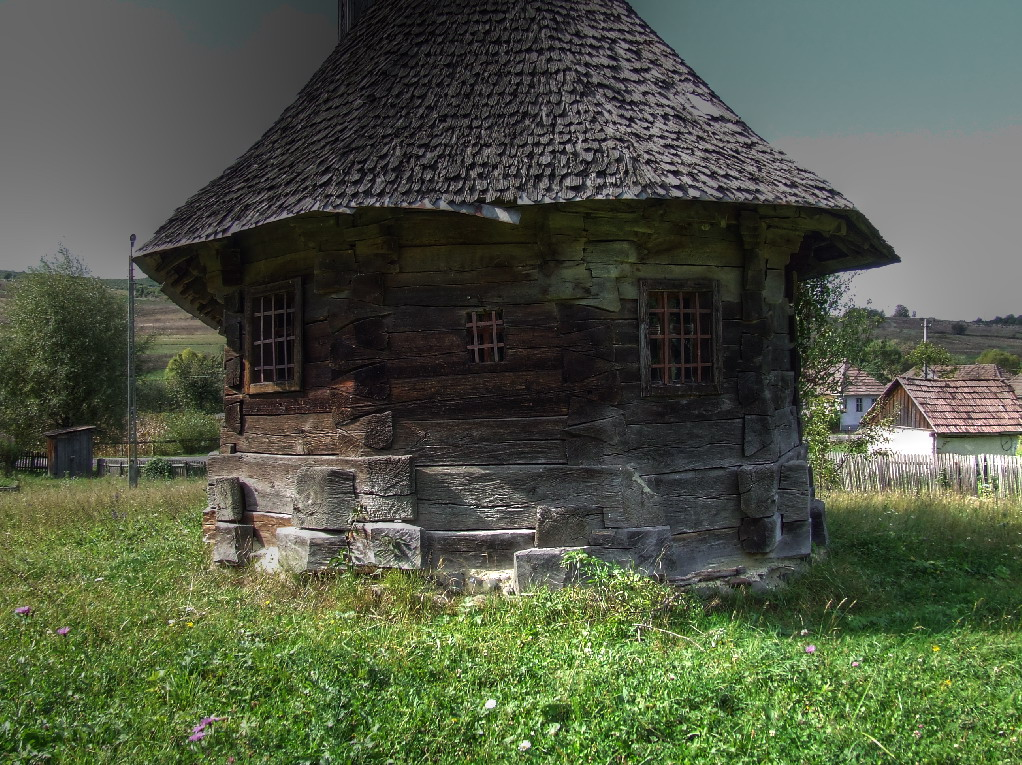
Absida altarului
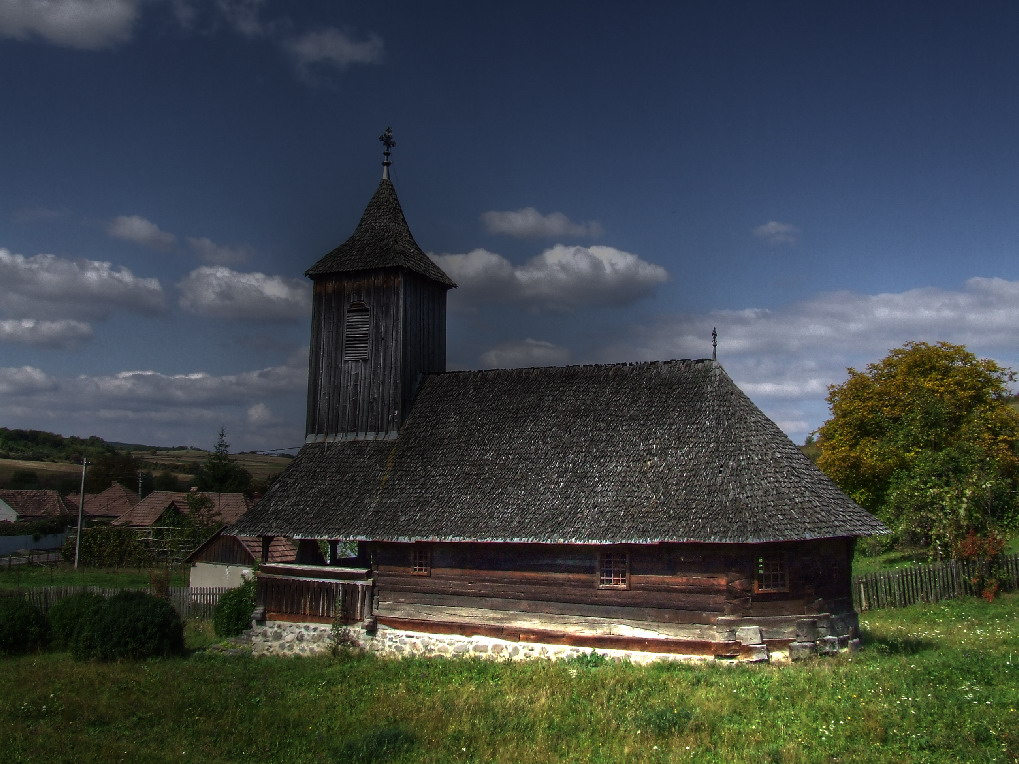
Vedere din sud-est
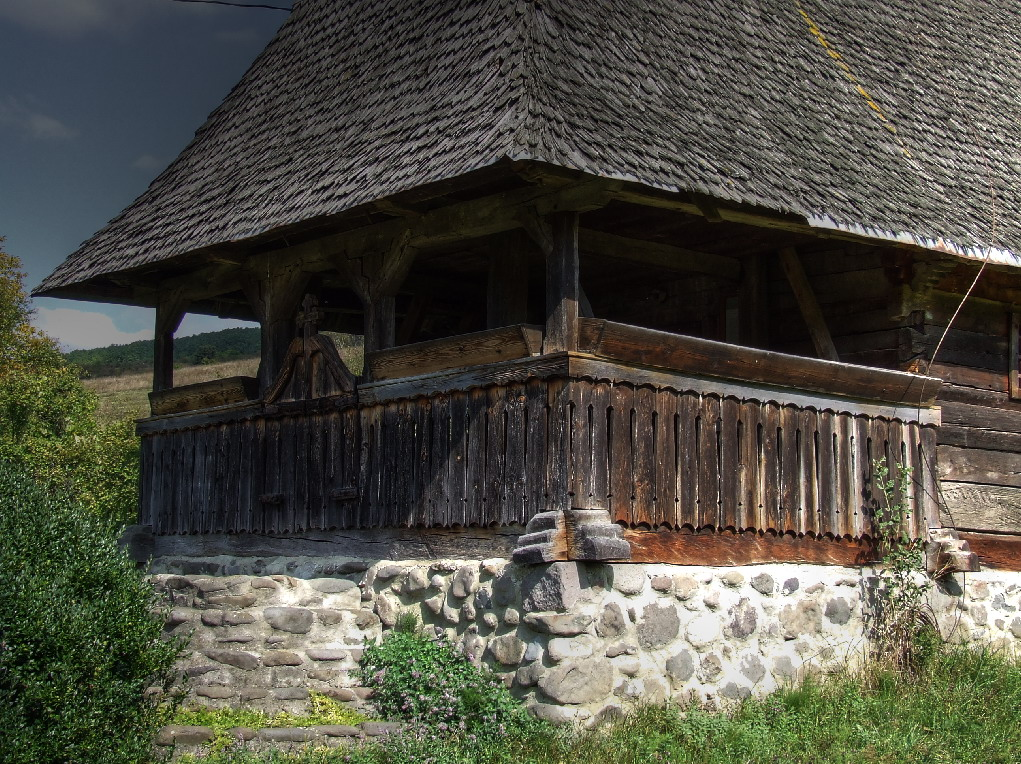
Prispa bisericii
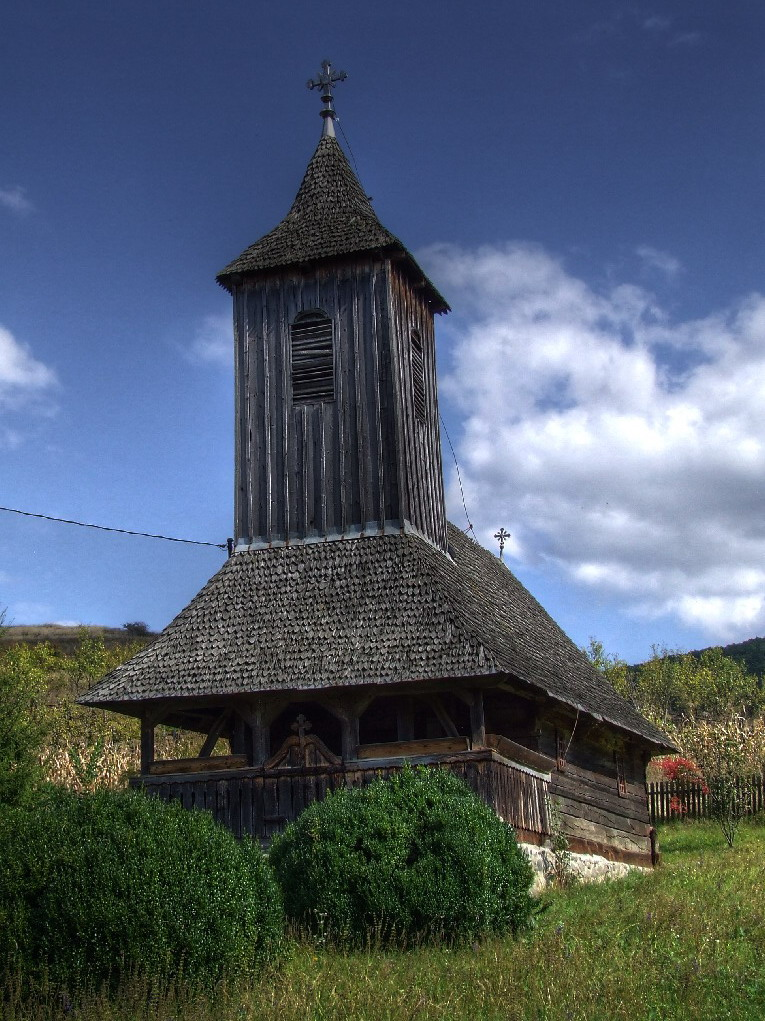
Vedere din vest
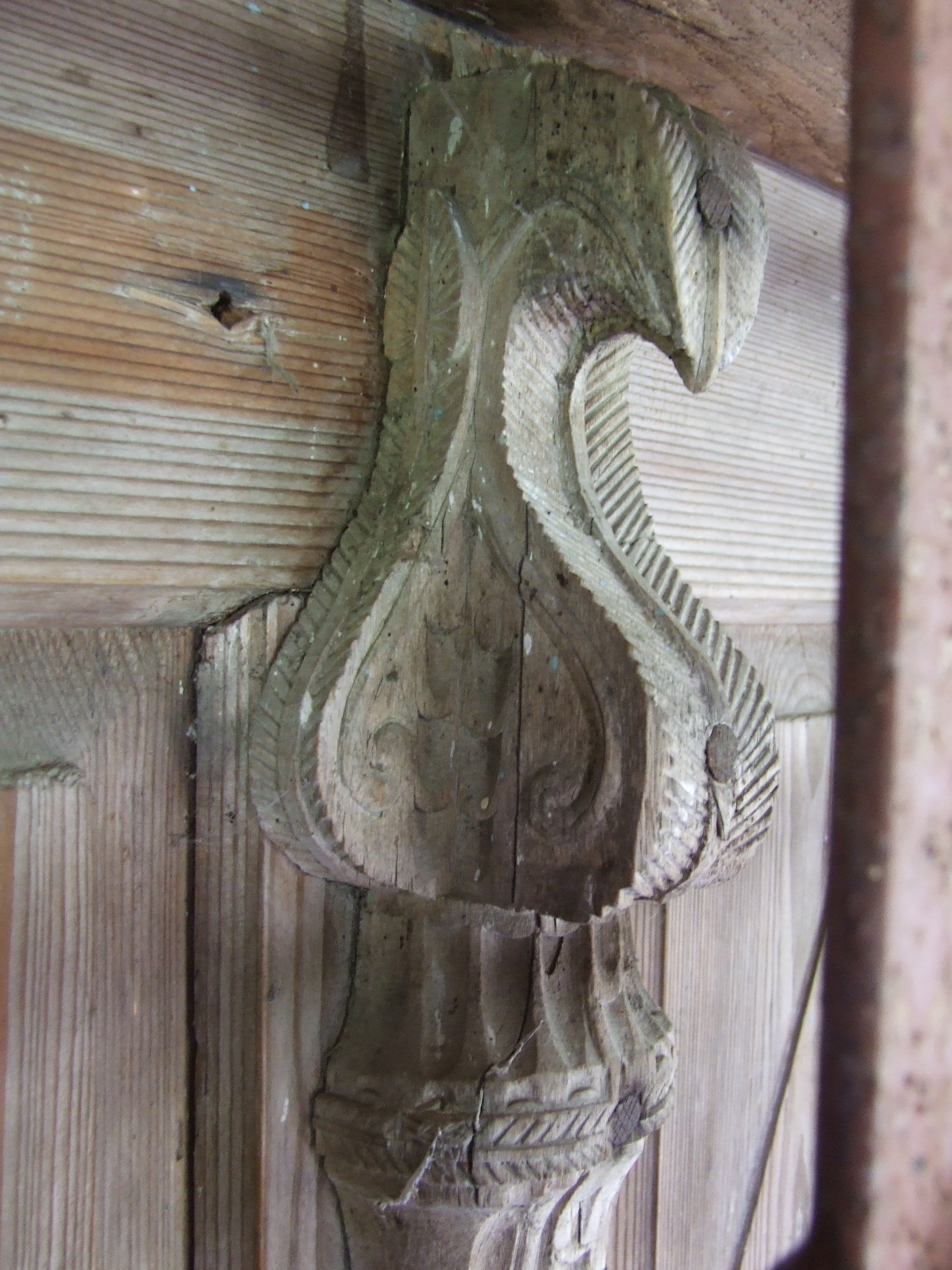
Ornament la uşă
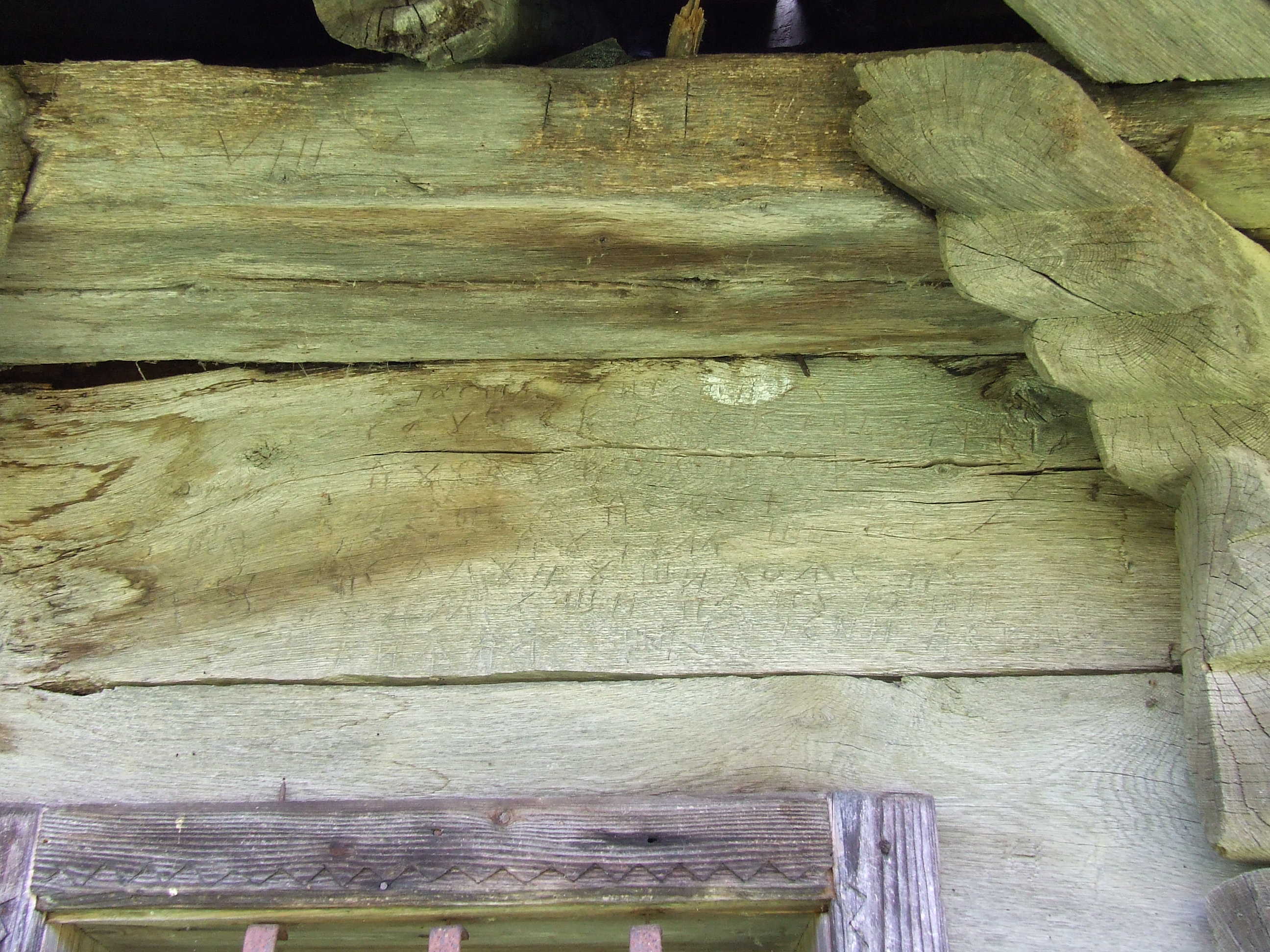
Inscripţia de pe peretele altarului
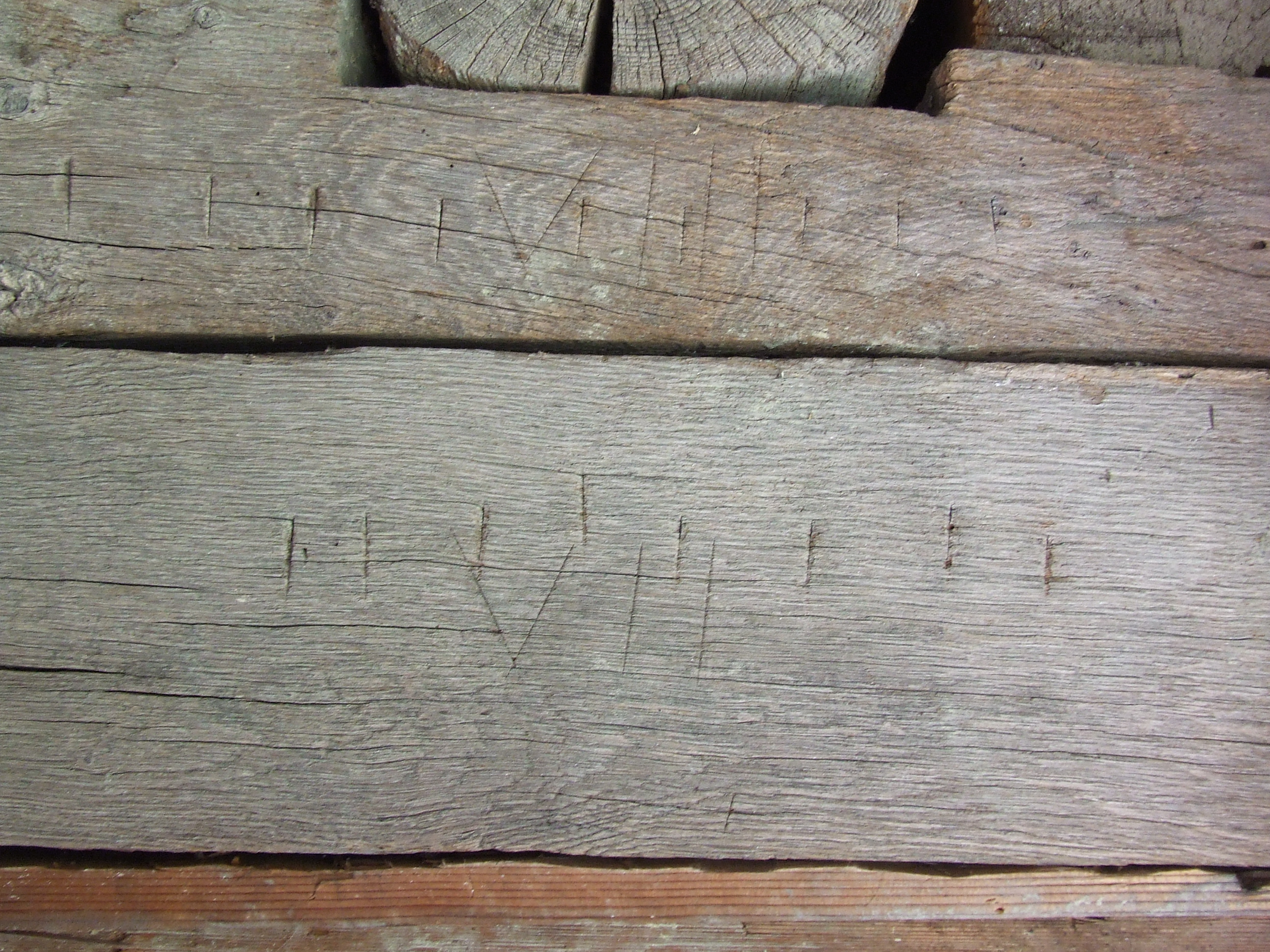
Urmele mutărilor
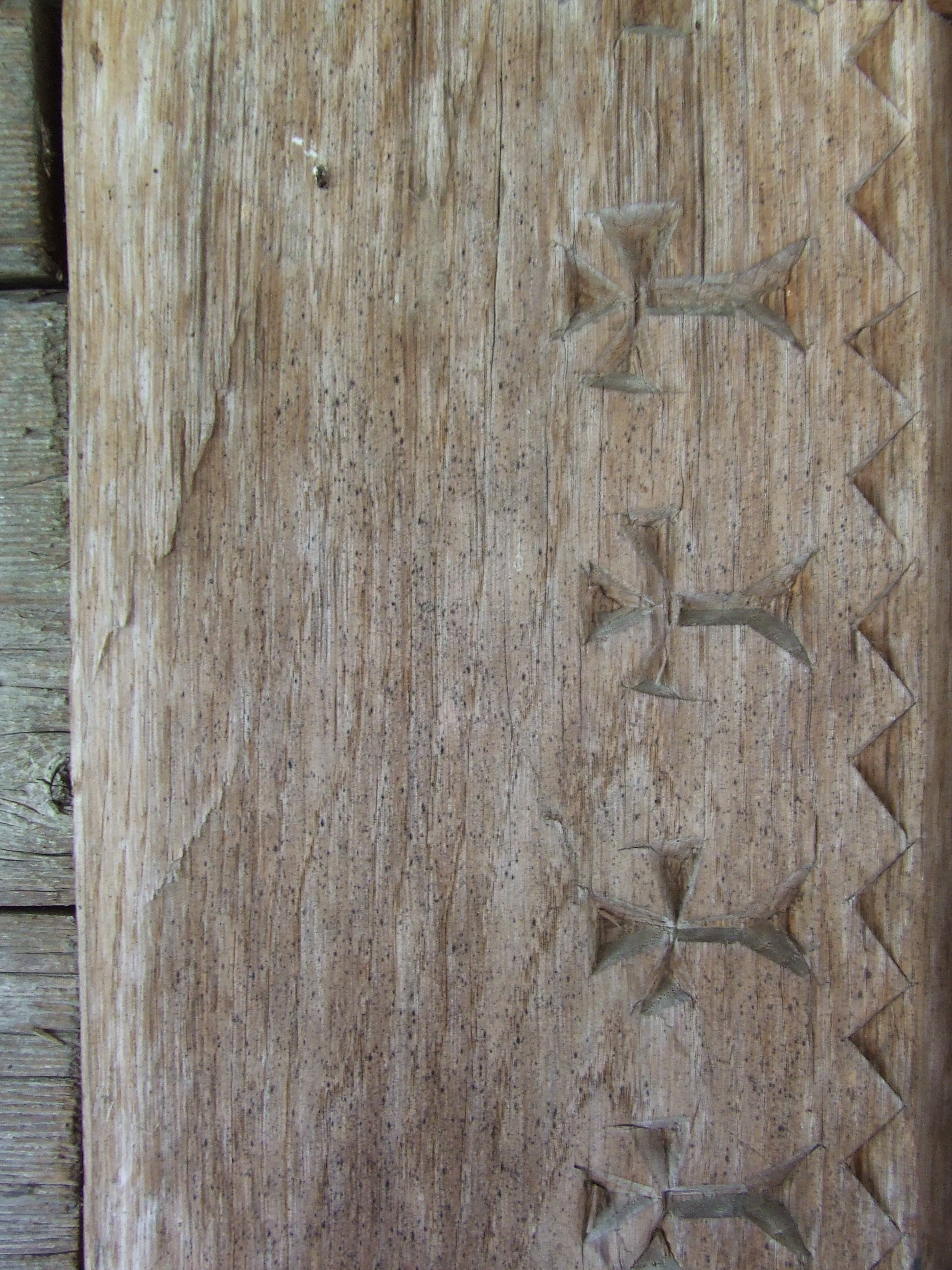
Detaliu portal
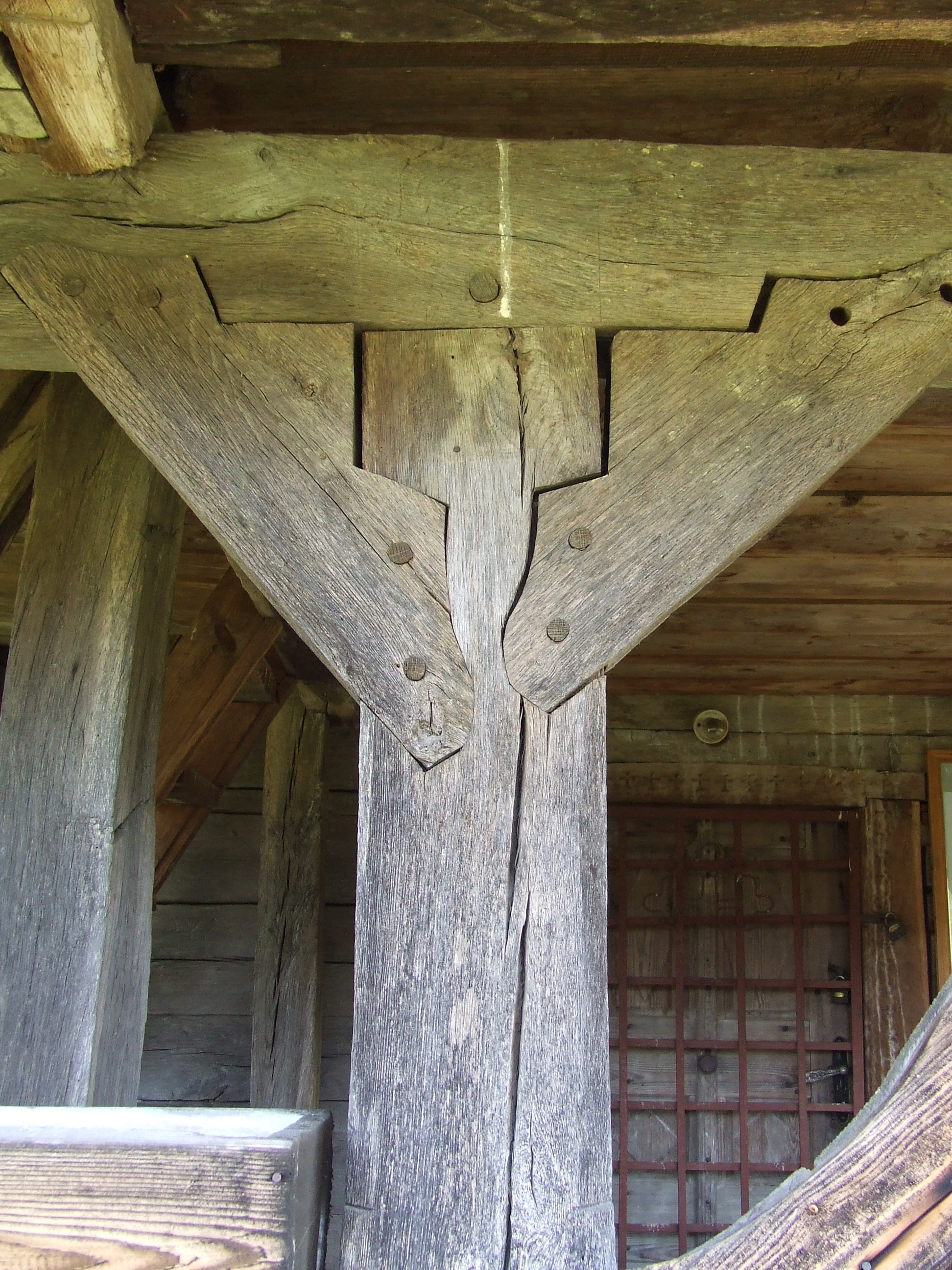
Detaliu stâlp prispă
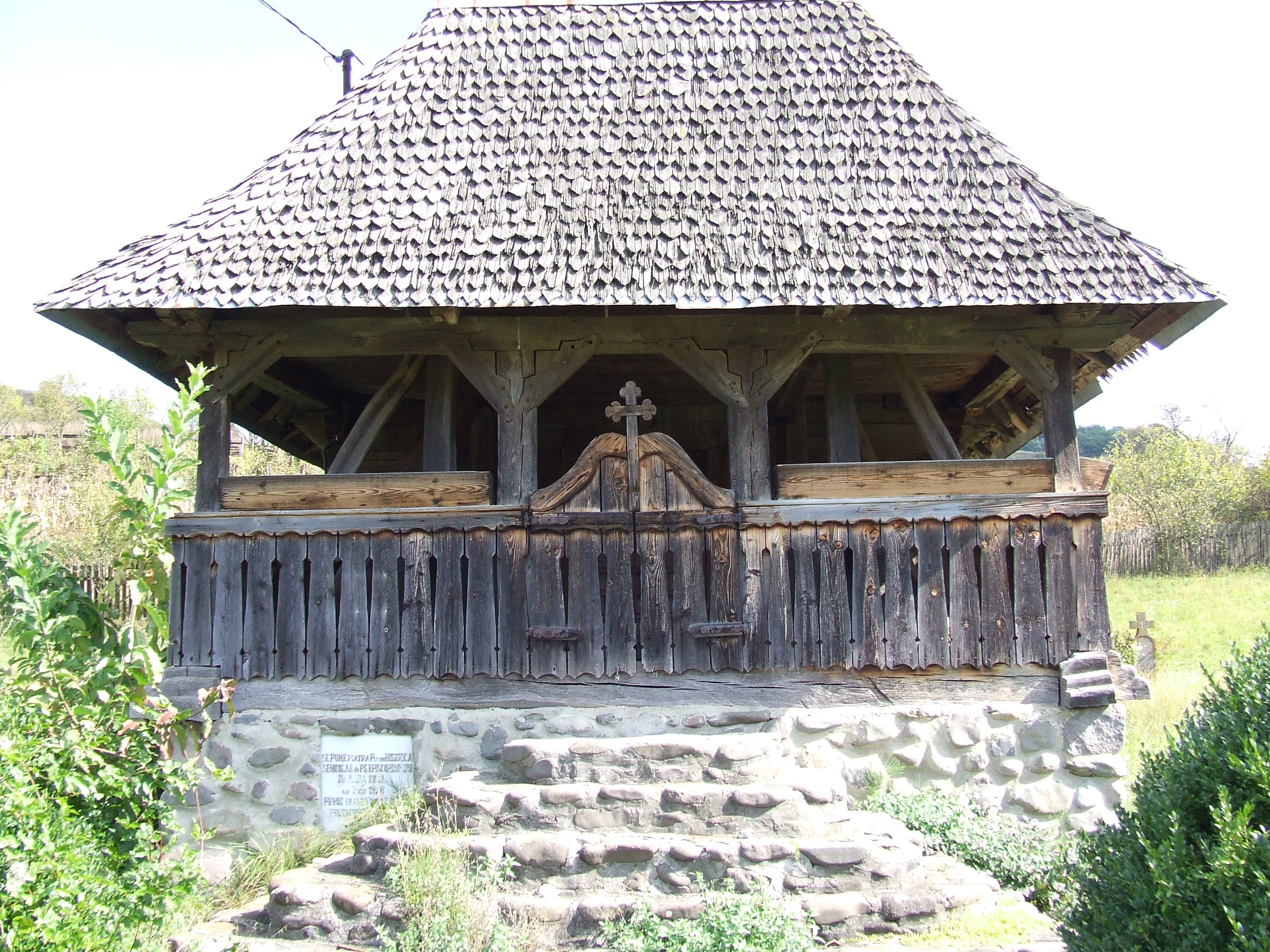
Prispa
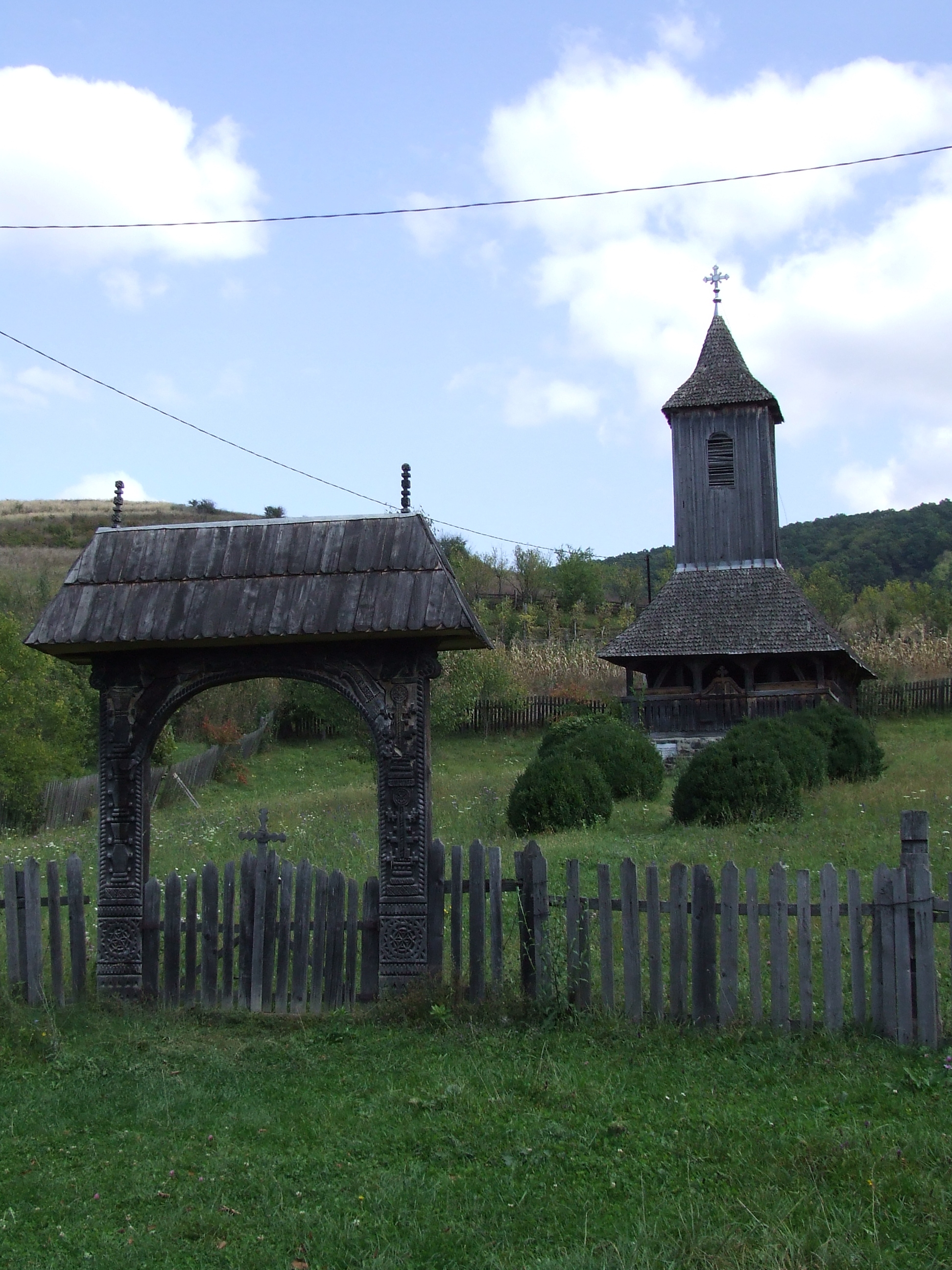
Vedere de ansamblu